# Kangaroo Pockets
Kangaroo Pockets（カンガルーポケッツ）は、日本のロックバンド。

## メンバー
- 小原健吾（ボーカル）
2002年にKENGOとしてシングル「Moon Stone」をリリース[1]。
- 山崎真嗣（ギター）
- 堀尾淳（ベース）
- 高尾俊行（ドラムス）
倖田來未などのライブサポートやレコーディングを行なっている[2]。

## 概要
1989年9月、大谷大学にて堀尾を中心に大学の友人である山崎、小原らにより結成。
1994年、「BLUE FILM」への改名を経て、メンバーチェンジを機に「Kangaroo Pockets」を名乗るようになる。
1996年6月、Sony Recordsからシングル「Movin' In The Right Direction」でデビュー。同レーベルからシングル6枚、アルバム2枚リリース。オシャレなムードとヴィジュアルで女子大生・OLを中心に支持された。
1999年8月、活動休止。
2018年9月1日、ライブ「KangarooPockets 22年目の覚醒」を開催。
2022年3月、90年代にデビューした邦楽アーティストに特化した配信・サブスク化プロジェクト「DISCOVER the 90's」の第18弾アーティストとしてSony Records在籍時の全楽曲が配信された。

## タイアップ一覧
| 使用年 | 曲名         | タイアップ                               |
| ------ | ------------ | ---------------------------------------- |
| 1997年 | ふたつの太陽 | テレビ東京系『スポーツ100%』テーマソング |

## ヘビーローテーション/パワープレイ

### ラジオ
| 放送年 | 曲名         | ラジオヘビーローテーション/パワープレイ |
| ------ | ------------ | --------------------------------------- |
| 1997年 | フェアウェル | FM-NIIGATA 1997年4月度パワープレイ      |
| 1997年 | ふたつの太陽 | FM横浜 1997年10月度パワープレイ         |

## メディア出演

### ラジオ
- α-IMAGE ARTIST PROGRAM「IN THE POCKET」（1996年7月 - 9月、α-STATION）
- ARTIST PARADISE（1997年4月 - 9月、bayfm）